# Rudolf Brandys

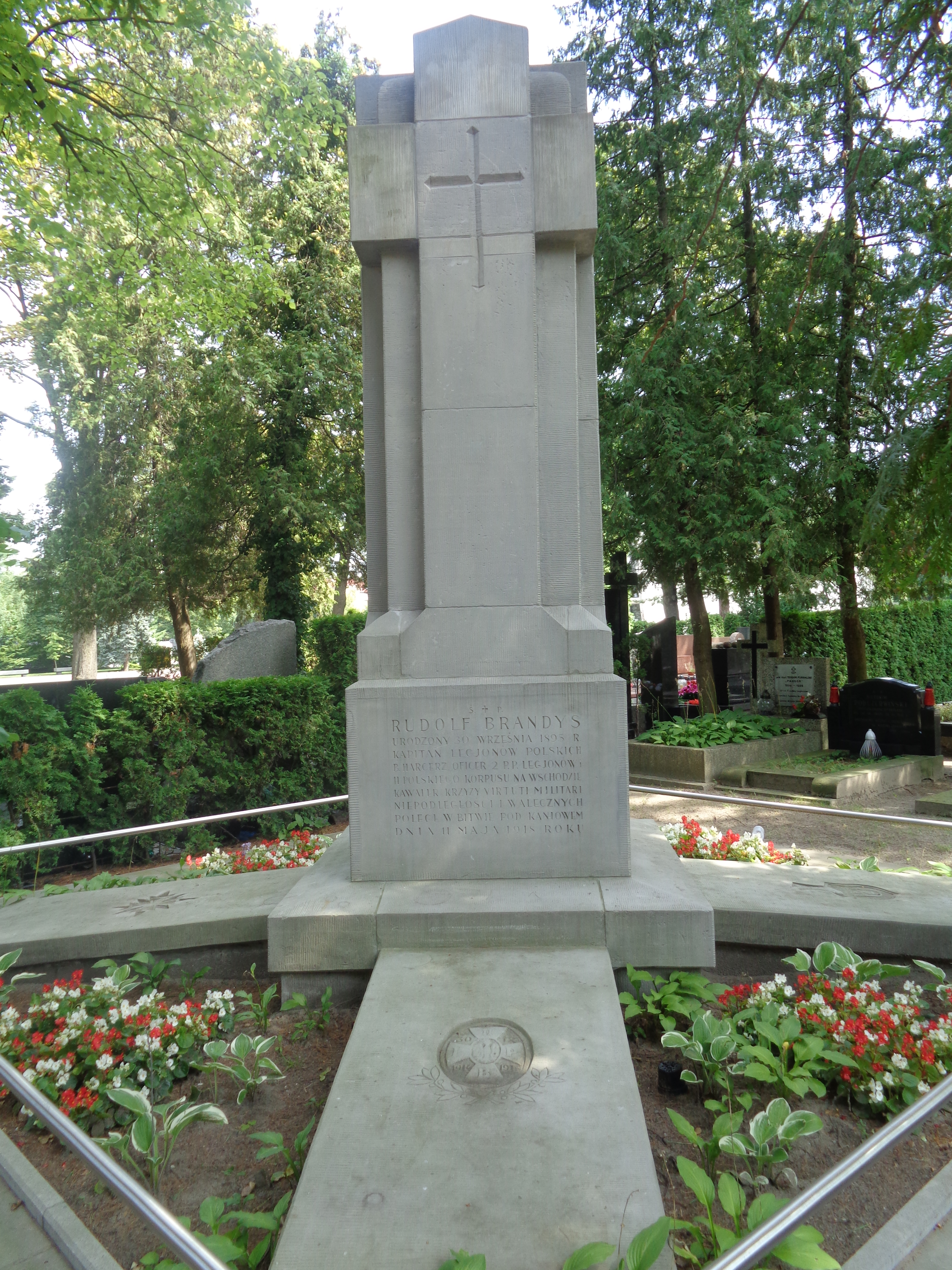
Grób Rudolfa Brandysa na Cmentarzu Wojskowym na Powązkach

Rudolf Brandys (ur. 26 września 1895 w Trzebieńczycach, zm. 11 maja 1918 pod Kaniowem) – oficer Legionów Polskich i Wojska Polskiego na Wschodzie, działacz niepodległościowy, kawaler Orderu Virtuti Militari.

## Życiorys
Urodził się w ówczesnym powiecie wadowickim Królestwa Galicji i Lodomerii, w rodzinie Jana, rolnika, i Józefy z Kamskich. Absolwent Gimnazjum św. Jacka w Krakowie.
W 1914 wstąpił do Legionów Polskich, do 12 kompanii 2 pułku piechoty. Na legionowym szlaku awansował na kolejne stopnie: chorążego (26 maja 1915), podporucznika (1 kwietnia 1916) i kapitana (1 marca 1918). W lutym 1918 przeszedł do II Korpusu Polskiego i objął stanowisko dowódcy 8 kompanii 14 pułku strzelców. Pod Kaniowem usiłował na czele swojej kompanii, walką wręcz przerwać pierścień niemieckiego okrążenia. W czasie ataku zginął i pochowany został na polu bitwy. W 1933 prochy przeniesiono na Powązki Wojskowe (kwatera A5-pomnik-3).

## Ordery i odznaczenia
- Krzyż Srebrny Orderu Virtuti Militari nr 6712
- Krzyż Niepodległości – pośmiertnie 12 maja 1931 „za pracę w dziele odzyskania niepodległości”[4]
- Krzyż Walecznych czterokrotnie – pośmiertnie 1 grudnia 1922 „za czyny orężne w czasie bojów Legionów Polskich”[5]